# Plan jaskini

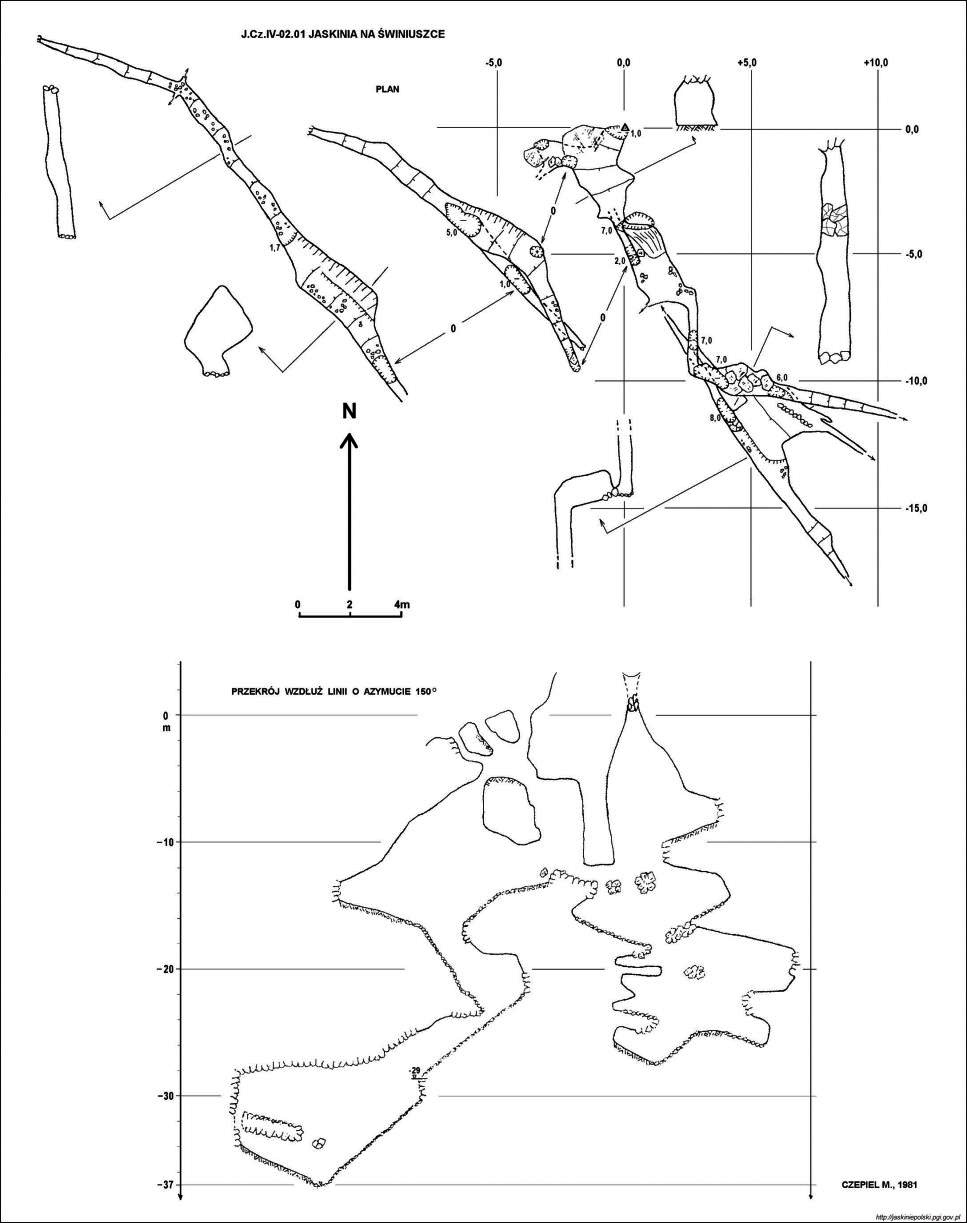
Pełny plan Jaskini na Świniuszce (rzut poziomy, pionowy i przekroje poszczególnych części jaskini

Plan jaskini – zrzutowane na płaszczyznę i pomniejszone przedstawienie jaskini wraz z objaśnieniami. Jest rodzajem planu i wchodzi w skład dokumentacji jaskini. Wykonanie planu wymaga wykonania pomiarów. Ponieważ jaskinie są tworem trójwymiarowym na pełny plan jaskini składają się:
- rzut poziomy
- rzuty pionowe (przekroje podłużne)
- przekroje poprzeczne lub profile poszczególnych części jaskini

Plan jaskini podobnie jak mapy powinien być zorientowany w kierunku północnym. Ważnym jego elementem jest opis. Oprócz opisu symbolicznego powinien to być także opis słowny. Ponieważ plan jaskini jest rzutem na płaszczyznę poziomą, pochyłe odcinki korytarzy są na nim skrócone, a skrócenie to jest proporcjonalne do ich nachylenia.